# Анна Мірос
Анна (Ганна) Барбара Мірос (пол. Anna Barbara Miros), до шлюбу Подолець (пол. Podolec), нар. 30 жовтня 1985, Соніна поблизу Ланьцута) — польська волейболістка, грає на позиції діагональної у збірній Польщі та клубі «Островець-Свентокшиський».

## Кар'єра

### Клубна
Вихованка школи клубу «Ланьцут», у молодості також виступала за ШМС із Сосновця. У 2003 році дебютувала у складі «Сталі» з Більсько-Білої, з якою виграла двічі чемпіонат Польщі і один раз Кубок Польщі. У 2007 році перебралася в російський чемпіонат, до команди «Балаковська АЕС», але після двох невдалих років виступів залишила команду і поїхала до Італії, дебютувавши в команді «Асистель» з Новари. 10 лютого 2009 року Ганна перенесла операцію на плечі, після чого вирушила на тривалу реабілітацію.
У 2010 році повернулася до Польщі, до команди «Алюпроф» (раніше називалася «Сталь»), сезон 2011/2012 провела в бухарестському «Динамо» і в російському клубі «Автодор-Метар» з Челябінська, у 2012 році повернулася до Польщі, до «Трефля».

### У збірній
У складі збірної Польщі Анна дебютувала у 2001 році, граючи на молодіжних чемпіонатах Європи (срібна медаль) та світу (бронзова медаль). У 2003 році вперше стала чемпіонкою Європи. Виступала також на чемпіонаті світу 2006 року і чемпіонаті Європи 2007 року, а також на Кубках світу 2003 і 2007 років і на Олімпіаді в Пекіні.

## Клуби
- Ланьцут
- ШМС (Сосновець)
- 2003—2007:  Сталь (Бєльсько-Бяла)
- 2007—2008:  Балаковська АЕС (Балаково)
- 2008—2010:  Асістель (Новара)
- 2010—2011:  Алюпроф (Більсько-Біла)
- 2011—2012:  Динамо (Бухарест)
- 2011—2012:  Автодор-Метар (Челябінськ)
- 2012—2016:  Трефль (Сопот)
- 2016—2017:  Домброва-Гурнича
- 2017 — дотепер:  Островец-Свентокшиський

## Досягнення
- 2001 — Срібний призер юнацького чемпіонату Європи
- 2001 — Бронзовий призер юнацького чемпіонату світу
- 2002 — Чемпіонка Європи серед юніорок
- 2003 — Бронзовий призер чемпіонату світу серед юніорок
- 2003 — Чемпіонка Європи
- 2004 — Чемпіонка Польщі
- 2006 — Переможниця Кубка Польщі
- 2007 — Бронзовий призер чемпіонату Польщі
- 2008 — Учасниця літніх Олімпійських ігор 2008
- 2009 — Переможниця Кубка Європейської конфедерації волейболу
- 2009 — Срібний призер чемпіонату Італії
- 2011 — Бронзовий призер чемпіонату Польщі
- 2013 — Чемпіонка Польщі
- 2014 — Бронзовий призер чемпіонату Польщі
- 2015 — Переможниця Кубка Польщі
- 2015 — Фіналістка Кубку Європейської конфедерації волейболу
- 2015 — Срібний призер Європейських ігор